# Ana María Ochoa
Ana María Ochoa Gautier (Medellín, 9 de octubre de 1962) es una etnomusicóloga colombiana. Becaria Guggenheim 2007, investiga la música latinoamericana –entre sus obras se incluyen Música Popular na America Latina: Pontos de Escuta (2007) y Aurality: Listening and Knowledge in Nineteenth-Century Colombia (2014)– y ha trabajado como profesora en la Universidad de Columbia y Universidad Tulane.

## Biografía
Ana María Ochoa Gautier nació el 9 de octubre de 1962 en Medellín. Obtuvo su licenciatura (1987) en la Universidad de Columbia Británica, antes de obtener su maestría (1993) y doctorado, tanto en etnomusicología como en folclore, en la Universidad de Indiana Bloomington; su tesis doctoral se tituló Plotting Musical Territories: Three Studies in Processes of Recontextualization of Musical Folklore in the Andean Region of Colombia. Posteriormente trabajó como investigadora en los archivos de música del Ministerio de Cultura (1997-1999), del Instituto Colombiano de Antropología e Historia (1999-2001) y el Centro Nacional de las Artes (2001–2002). Durante ese tiempo, fue investigadora postdoctoral en la Universidad de Nueva York (NYU) en 2000.
Ochoa fue profesora asistente de música en la Universidad de Columbia desde 2003 hasta 2005, cuando se trasladó a la Universidad de Nueva York con el mismo título. En 2008, regresó a Columbia como profesora asociada, antes de ser ascendida a profesora titular en 2015 y desempeñarse como directora del departamento de música de 2018 a 2021. Ese año, se trasladó a la Universidad Tulane y se convirtió en profesora.
La investigación etnomusicológica de Ochoa se centra en la música latinoamericana. En 2003 escribió Entre los Deseos y los Derechos: Un Ensayo Crítico sobre Políticas Culturales y Músicas locales en tiempos de globalización. En 2007, recibió una beca Guggenheim, y ella y Martha Ulhôa coeditaron el volumen Música Popular na America Latina: Pontos de Escuta (trad. Música popular en América Latina: puntos de escucha). Ganó el Premio Alan Merriam 2015 por su libro Aurality: Listening and Knowledge in Nineteenth-Century Colombia (trad. Auralidad: escucha y conocimiento en la Colombia del siglo XIX). En Tulane, recibió el premio Distinguished Greenleaf Scholar in Residence Award en 2016 y la Monroe Fellow en 2022.